# Лідзбарк-Вармінський
Лі́дзбарк-Вармі́нський (пол. Lidzbark Warmiński Польська вимова: ['lʲidzbark var'miɲskʲi] ( прослухати), нім. Heilsberg [ˈhaɪlsbɛʁk] ( прослухати)), часто скорочується до Lidzbark) — місто в північній Польщі, на річці Лина.
Адміністративний центр Лідзбарського повіту Вармінсько-Мазурського воєводства. Місце компактного проживання української меншини в Польщі.

## Історія
- 1243 — 1772: центр Вармійського князівства.

## Пам'ятки архітектури
Є Лідзбарський замок, або Замок єпископів вармінських у Лідзбарку-Вармінському — середньовічний замок, що належить до найважливіших пам'яток ґотичної архітектури в Польщі.

## Демографія
Демографічна структура станом на 31 березня 2011 року:
|          | Загалом | Допрацездатний вік | Працездатний вік | Постпрацездатний вік |
| -------- | ------- | ------------------ | ---------------- | -------------------- |
| Чоловіки | 7978    | 1568               | 5623             | 787                  |
| Жінки    | 8661    | 1407               | 5197             | 2057                 |
| Разом    | 16639   | 2975               | 10820            | 2844                 |

## Українці в Лідзбарку
На цвинтарі Першої світової війни поховано 2 тисячі вояків Російської Імперії, серед яких українці (зокрема, наявне прізвище Петренко). Вказується, що місті знаходиться могила хорунжого Армії УНР Петра Васильченка (1891–1954) (де точно не відомо). Багато українців поховано на радянському військовому цвинтарі. У місті похований отець крилошанин Євстафій Хархаліс (на комунальному цвинтарі по вул. Ignacego Krasickiego 2 поблизу меморіалу (зправа) що на його центральній площі). Тут досі мешкає його родина. Українці потрапили в околиці Лідзбарка в результаті злочинної акції «Вісла». У місті з 1992 р. діє греко-католицька парафія св. Кирила та Мефодія по вул. Kard. S. Wyszyńskiego 8, а у середній школі №3, вул. Lipowa 17a викладається греко-католицька релігія серед українських дітей. До передачі церкви українські богослужіння відбувалися в каплиці костелу св. Петра і Павла по вул. Wysokiej Bramy 4/6, де зараз розміщується православна церква. Настоятель парафії з 2003 р. отець Богдан Ситчик відповідає також за парафію в сусідньому Доброму Місті. Обидві спільноти ведуть парафіяльні хроніки, які наявні у настоятеля. В склад парафії у Лідзбарку входить 50-60 родин з міста та навколишніх сіл. Кілька родин українських біженців поповнили парафію останнім часом.

## Відомі люди
- Миколай Коперник
- Мартін Кромер
- Збіґнєв Міколейко
- Рудольф Нієцький (1847—1917) — німецький хімік-органік, за національністю поляк.
- Роман Ревакович
- Євстафій Хархаліс